# Лорицерины
Лорицерины (лат. Loricerinae) — подсемейство из семейства жужелиц (Carabidae), включающее около 20 видов. В России 1 вид.

## Описание
Небольшие жужелицы размером 5—7 мм.

## Биология
Ночной образ жизни. Хищники, охотники на коллембол.

## Классификация
Подсемейство включает включает 1 или 2 рода: Loricera Latreille с подродами: Elliptosoma Wollaston (который иногда рассматривается в статусе отдельного рода), Loricera Latreille, Plesioloricera Sciaky et Facchini и около 20 видов, распространенных в северном полушарии. Фауна России включает 1 вид.
- Триба Loricerini Bonelli, 1810
  - Род Loricera Latreille, 1802.
    - Loricera foveata LeConte, 1851
    - Loricera rotundicollis Chaudoir, 1863
    - Loricera aptera Ball & Erwin, 1969
    - Loricera barbarae Sciaky et Facchini, 1999
    - Loricera decempunctata Eschscholtz, 1833
    - Loricera kryzhanowskiji Sciaky et Facchini, 1999 — Китай: Qinghai Xizang (Тибет)
    - Loricera mirabilis Jedlicka, 1932d: 107
    - Loricera obsoleta Semenov, 1889d: 391
    - Loricera ovipennis Semenov, 1889d: 390
    - Loricera pilicornis Fabricius, 1775: 293 (Carabus) — Австрия, Бельгия, Босния, Болгария, Белоруссия, Китай, Хорватия, Чехия, Дания, Эстония, Финляндия, Франция, Великобритания, Германия, Венгрия, Италия, Казахстан, Латвия, Лихтенштейн, Литва, Молдова, Монголия, КНДР, Нидерланды, Норвегия, Польша, Словакия, Словения, Швеция, Швейцария, Украина[1]
    - Loricera stevensi Andrewes, 1920c: 449